# دشمن دشمن من دوست من است

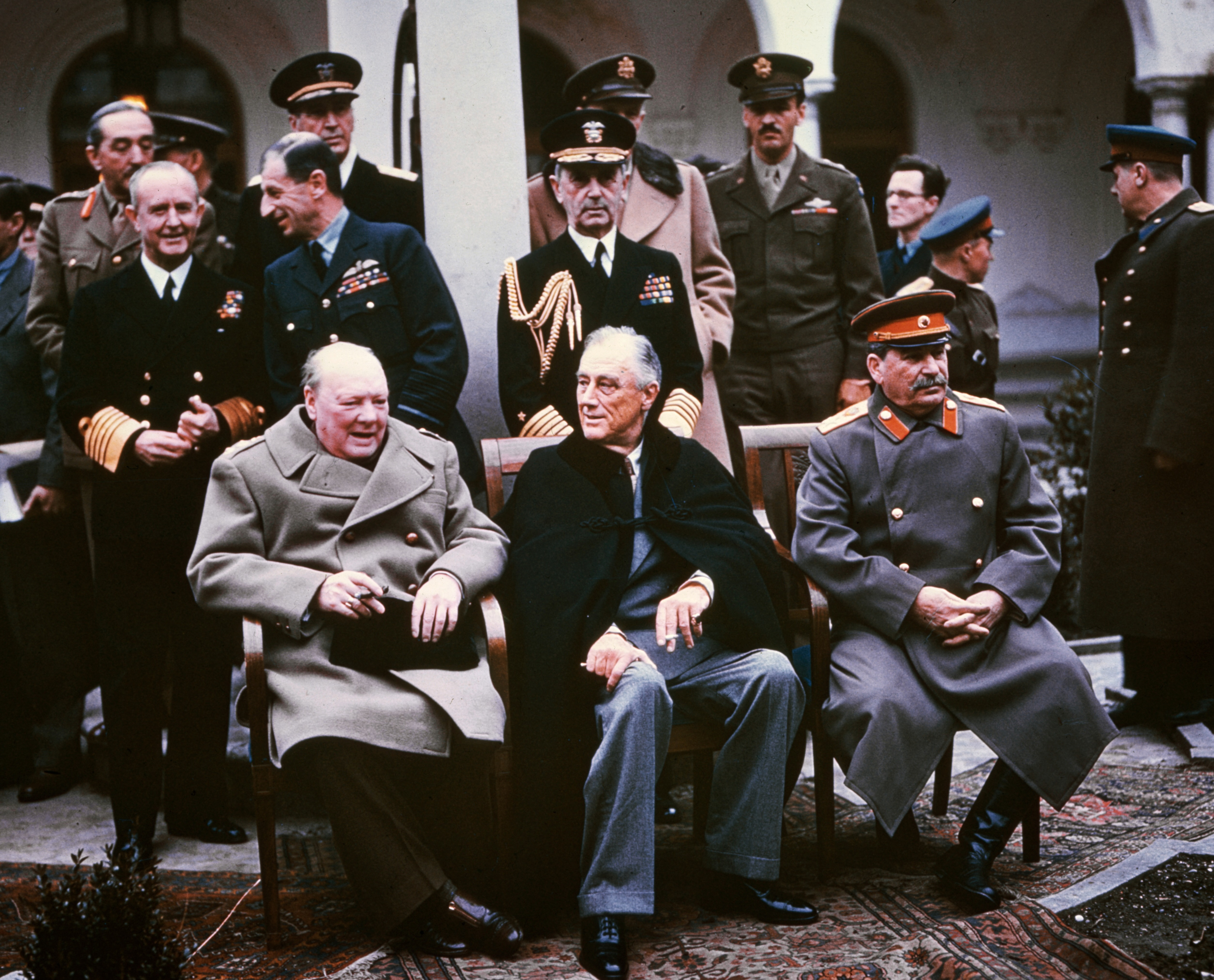
متفقین جنگ جهانی دوم در کنفرانس یالتا، وینستون چرچیل، فرانکلین روزولت و ژوزف استالین، سال ۱۹۴۵

دشمن دشمن من دوست من است ضرب‌المثل عنوان می‌کند که دو سو می‌توانند با هم علیه یک دشمن مشترک هم‌پیمان شوند.
معنای دقیق عبارت مدرن برای نخستین‌بار در عبارت لاتین «دوست من، دشمن دشمن من» گفته شد که در اوایل سدهٔ ۱۸ در سراسر اروپا گسترش یافته‌بود، در هنگامی که نخستین بهره‌گیری ثبت شده از نسخه انگلیسی کنونی در سال ۱۸۸۴ بوده است.